# 丹尼尔·拉瓦
丹尼尔·拉瓦（法語：Daniel Lavoie，法語發音：[danjɛl lavwa]；1949年3月17日—），原名约瑟夫-于贝尔-热拉尔·拉瓦（法語：Joseph-Hubert-Gérald Lavoie），出生于加拿大马尼托巴省邓雷市，是一名加拿大歌手、作曲家、钢琴家。他以1984年发行的歌曲《他们相爱》及作为首版卡司出演1998年首演的法语音乐剧《巴黎圣母院》而闻名。

## 早年
丹尼尔·拉瓦出生于加拿大马尼托巴省邓雷（Dunrea）市。他以英语为母语，但自少年时期开始决定使用法语作为主要语言。丹尼尔的父亲是商店经理，母亲热爱音乐，因而丹尼尔从四岁开始学习钢琴。1963年他进入马尼托巴省首府温尼伯市的圣博尼法斯学院（Collège de Saint-Boniface），即现在的圣博尼法斯大学（页面存档备份，存于）（Université de Saint-Boniface）学习。

## 职业生涯

### 音乐
1967年，拉瓦赢得了加拿大广播公司面向歌手、作曲家举办的“青年有义务”（Jeunesse Oblige）歌唱比赛，在此之后很快开始随魁北克的一些乐队如光谱乐队（Spectre）、爱神爱你乐队（Dieu de l'amour vous aime）进行巡演。在此时期他把名字从热拉尔改为丹尼尔。1973年、1974年他分别发行了个人的第一、第二支单曲《玛丽已知道》（Marie connue）和《为一朵玫瑰沉睡》（S'endormir pour une rose）。他的第一张专辑《短期》（A court terme）发行于1975年，但反响较为平淡，除了其中的《我离开了我的小岛》（J'ai quitté mon île）在法国、葡萄牙和巴西特别受到欢迎。2009年《我离开了我的小岛》被加拿大广播的听众选为最能体现加拿大国家风貌的49首单曲之一，在奥巴马总统的就职典礼上作为礼物呈现。他发行于1977年的第二张专辑《为狮子所作的摇篮曲》（Berceuse pour un lion）在魁北克受到好评，其中的几首单曲如《在动物的时代》（Dans le temps des animaux）《真理之上的真理》（La Vérité sur la vérité）《为狮子所作的摇篮曲》成为一时热点。发行与1979年的第三张专辑《蓝色涅槃》（Nirvana Bleu）则为拉瓦在魁北克带来了真正的知名度。他在魁北克全境巡演，并于1980年在巴黎蒙帕纳斯剧院举行音乐会，逐渐以现场音乐表演而为人所熟知。1980年他第一次获得了费利克斯奖“年度最佳男歌手”奖项。1981年，拉瓦发行了他的第一张英语专辑《渴望》（Cravings）和第四张法语专辑《苦乐参半》（Aigre doux）。
1984年是拉瓦音乐生涯的转折点。他于本年在加拿大发行的专辑《当心注意！》（法文名：Tension Attention，在欧洲发行版本名为《他们相爱》（Ils s'aiment））中的单曲《他们相爱》收获了极大成功，专辑销售量超过二百万张。这首歌被翻译成多种语言，被十数位歌手翻唱，包括安娜·贝伦（Ana Belen）的西班牙语版、理查德·科钱特（Richard Cocciante）的西班牙语和意大利语版、迪亚娜·迪弗雷纳（Diane Dufresne）的法语版、保罗·贡左（Paulo Gonzo）的英语版和拉姆斯·沙菲（Ramses Shaffy）的丹麦语版。这张专辑为拉瓦在魁北克和法国带来了大量的奖项和荣誉。同年，拉瓦的个人音乐秀《梦幻旅馆》（Hôtel des rêves）在魁北克和法国上演。
1987年发行的专辑《海景》（Vue sur la mer）同样取得了成功。拉瓦携此专辑在巴黎奥林匹亚剧院连演五场，随后在欧洲巡演，并获得了更多的奖项。1988年春季，音乐秀《梦幻旅馆》连续三个月在蒙特利尔的欧特蒙剧院上演。1990年的专辑《长途旅行》（法文名：Long Courrier，欧洲发行版本名为《地球之歌》（Chanson de la Terre））包含了几首著名单曲《谁知道》（Qui sait）《说唱教皇》（Le pape du rap）和《平原上的日子》（Jours de plaine），这使拉瓦在法语音乐界进一步受到赞扬和欢迎。
1992年，拉瓦参演了吕克·普拉蒙东（Luc Plamondon）和卡特琳·拉腊（Catherine Lara）的音乐剧《乔治·桑与浪漫派》（Sand et les Romantiques），扮演浪漫派画家德拉克洛瓦。同年他发行了第二张英语专辑《此心在处》（Here in the heart）。他还在美国的电视剧《杏林春暖》的一集中扮演自己并演唱歌曲《爱是软肋》（Weak for Love）。1994年，拉瓦的第三张也是最后一张英语专辑《女人之于男人》（Woman to man）发行。
1995年，拉瓦发行了专辑《此处》（法文名：Ici，欧洲发行版本名为《路在何方》（Où la route mène）），其中单曲《路在何方》《我未曾想到》（Je pensais pas）《我是一条河》（Je suis une rivière）均大受欢迎。随后拉瓦发行了两张儿童歌曲专辑：1996年的《龙宝宝》（Le Bébé Dragon）和1997年的《龙宝宝（第二辑）》（Le Bébé Dragon vol. 2）。1997年，拉瓦录制了专辑《住在Divan Vert》（法文名：Live au Divan Vert，Divan Vert是拉瓦在魁北克的录音棚，此专辑欧洲发行版本名为《丹尼尔·拉瓦精选》（Le meilleur de Daniel Lavoie））。该专辑包括了拉瓦的精选现场和几首新歌。
1998年，拉瓦受作曲吕克·普拉蒙东和作词理查德·科钱特邀请，出演基于维克多·雨果同名著作的法语音乐剧《巴黎圣母院》（Notre Dame de Paris）中的主教代理克洛德·弗罗洛。《巴黎圣母院》在1998年9月16日首演后，迅速取得了空前的成功，专辑获得了数百万的销售量，现场演出一票难求，拉瓦也随之名声远扬。在巴黎议会宫演出七个月后，拉瓦随剧组开始了在法国和魁北克的巡演，并于2000年在伦敦上演该剧的英语版。剧中由扮演弗罗洛的拉瓦、扮演卡西莫多的加鲁（Garou）和扮演菲比斯的帕特里克·菲奧里（Patrick Fiori）共同演唱的歌曲《美人》（Belle）尤其广为传唱，仅1998年在欧洲就售出三百万份，并连续30周蝉联销量冠军。
2002-2003年4月，拉瓦在巴黎参演了另一部理查德·科钱特和伊丽莎白·阿内斯（Elisabeth Anais）合作的，基于圣埃克絮佩里同名著作的音乐剧《小王子》，在其中扮演飞行员。
2004年，新专辑《人类喜剧》（Comédies humaines）发行，包含如《大提琴》（Violoncelle）《中国屏风》（Les paravant chinois）《祝福归于女性》（Bénies Soient Les Femmes）等单曲，随之他携此专辑在法国和魁北克巡演。同年他发行了儿童故事书《滚动的球》（Roulé Boulé），并随之发行同名专辑。2011年此作品入选魁北克小学教科书。
2005年2月，拉瓦参演了安德烈·加尼翁的音乐剧《内利根（Nelligan）》的复排版，该剧基于加拿大诗人埃米尔·内利根的生平而作。拉瓦在其中扮演老年内利根，并有现场专辑随之发行。
2007年，专辑《温柔的医生》（Docteur Tendresse）发行。
2008年，拉瓦受邀同另外十一位魁北克作曲家共同参与为20世纪的魁北克诗人加斯东·米龙的作品配乐的项目，并发行专辑《带回十二个人》（Douze homme rapaillés）。此项目的第二辑发行于2010年，其后举行了少量现场音乐会。2014年4月，该项目的第三辑成果《再作之交响》（La symphonie rapaillée）发行，包括了前两张专辑的精选曲目，并以交响乐队配乐。
2010年5月，拉瓦首次在莫斯科举办个人音乐会，取得巨大成功。
2010年12月开始，拉瓦参与了一系列初代卡司重聚版本的《巴黎圣母院》音乐会，在基辅、莫斯科、圣彼得堡、巴黎和贝鲁特巡演 。
2011年，拉瓦发行了新专辑《我听广播》（J'écoute la radio），该专辑包括了他的十一支以新编曲和配器手法重新演唱的老歌和新歌曲《我听广播》。2011年11月至2013年春季，拉瓦携此专辑在魁北克、法国、俄罗斯和乌克兰进行了近两年的巡演。
2014年3月25日，法国世界之歌唱片公司（Le Chant du Monde）发行了拉瓦和加拿大作曲家洛朗·夸多（Laurent Guardo）合作的专辑《被俘的独角兽》（La Licorne captive）。这张专辑包括了九支以古弦乐器和民族乐器伴奏，以魁北克地区神秘传说为主题的歌曲，由拉瓦演唱。2014至2015年，拉瓦和夸多携此专辑在巴黎和魁北克演出。
2016年9月，拉瓦发行专辑《我的漫漫旅程》（Mes longs voyages）。这张专辑包括了原创歌曲和一些著名歌曲的翻唱。2017年2月至3月及2018年春天，拉瓦携此专辑在加拿大巡演。
2016年11月，拉瓦重新参演了《巴黎圣母院》20周年复排版，饰演弗罗洛。该版本于巴黎议会宫上演后，于2016-2020年进行世界巡演。

#### 与他人合作的音乐作品
除了写作个人歌曲外，拉瓦在其职业生涯中也为其他音乐人作曲，如席琳·迪翁、莫拉娜、弗洛朗·帕尼、让·圭多尼、阿兰·勒普雷斯特、诺尔文·勒鲁瓦、布鲁诺·佩尔蒂埃、娜塔莎·聖皮耶、吕斯·迪福、罗拉·菲比安、罗克·瓦西纳等。
拉瓦经常合作参与同行的专辑录制。如与阿兰·勒普雷斯特合作的《在勒普雷斯特（第一辑）》（Chez Leprest, vol. 1，2007）和《交响版勒普雷斯特》（Leprest symphonique，2011）；与多米妮卡·梅罗拉（Dominica Merola）合作的专辑《Appassionata》（2010）、与利昂娜·博伊德（Liona Boyd）合作的《与爱返回加拿大》（The return... To Canada with love...，2013）、与热拉尔德·博尚（Gerald Beauchamp）合作的《巴黎的猫》（2009）和《蒙特利尔的猫》（2011）、与瓦莱丽·卡尔庞捷（Valérie Carpentier）合作的《雷暴的夏日》（L'été des orages，2013） 等。

### 影视
丹尼尔·拉瓦参演了数部电影和电视剧，尽管演员并非他的主业。
1991年，他参演了让·皮埃尔·勒菲弗导演的加拿大电影《天使难以置信的旅途》（Le fabuleux voyage de l'ange），同时为该电影配乐。他为此创作的《当你离开》（Quand tu partiras）获得了杰尼奖最佳原创歌曲提名 。
2002年他同克莱尔·布鲁姆共同主演了克洛德·富尼耶（Claude Fournier）导演的加拿大电影《夏娃的故事》（The Book of Eve）。
2004年他主演了克洛德·富尼耶导演的、基于同名魁北克歌手、作曲家的人生经历创作的四集传记电视剧《费利克斯·勒克莱尔》（Félix Leclerc），并演唱了剧中歌曲，于2005年发行专辑《我，我的费利克斯》（Moi, mon Félix）。
2012年他客串了法国电视剧《安提戈涅34》。
除此之外，拉瓦也为几部电影创作过歌曲和配乐。

### 诗歌
2011年，拉瓦出版诗集《虚无之终》（Finutilité），该诗集的俄语译本于2014年出版。
2013年春季，担任蒙特利尔诗歌馆春季筹款活动的官方大使。
2014年，出版诗集《粒子性》（Particulités）。

### 广播
自2010年6月至2013年6月，拉瓦在加拿大广播主持自己的广播节目《Lavoie libre》，以介绍各类风格的世界音乐和法语国家诗人的诗歌为主。

## 作品列表
详见：丹尼尔·拉瓦作品列表